# Período (arte)
Na arte um período é entendido como o espaço de tempo em que determinadas características de linguagem predominam. Dentro de um período estabelecem-se tendências, que ao se consolidar, passam a ser chamadas de estilos ou escolas.
A cultura ocidental identifica períodos, como: pré-histórico, antigo, medieval, moderno, contemporâneo, entre outros.
Os períodos artísticos, vistos em perspectiva, relacionam-se ao conjunto estilístico que os define e os caracteriza. Não foi a chegada do ano 1.000 dC que determinou o período Românico, mas sim a retomada do estilo arquitetônico idealizado no período do império romano. Não foi a mítica presença de Helena de Troia que determinou o Helenismo, mas o fato de que por volta de 323 aC a 27 aC, a comunhão de uma série de características estilísticas, foi reunida em torno de seu nome.